# Campionati irlandesi di ciclismo su strada
I Campionati irlandesi di ciclismo su strada sono la manifestazione ciclistica annuale che assegna il titolo di Campione d'Irlanda. I vincitori hanno il diritto di indossare per un anno la maglia di campione irlandese, come accade per il campione mondiale.

## Campioni in carica
| Uomini Elite | Uomini Elite  |
| ------------ | ------------- |
| In linea     | Rory Townsend |
| Cronometro   | Ryan Mullen   |
| Donne Elite  |               |
| In linea     | Mia Griffin   |
| Cronometro   | Kelly Murphy  |

## Albo d'oro

### Titoli maschili
Aggiornato all'edizione 2025.
| Anno | Vincitore         | Secondo                | Terzo              |
| ---- | ----------------- | ---------------------- | ------------------ |
| 1996 | Peter Daley       | Bill Moore             | Aidan Duff         |
| 1997 | Morgan Fox        | David McCann           | Raymond Clarke     |
| 1998 | Raymond Clarke    | David McCann           | Ian Chivers        |
| 1999 | Tommy Evans       | Morgan Fox             | Eugene Moriarty    |
| 2000 | David McCann      | Brian Kenneally        | Mark Scanlon       |
| 2001 | David McCann      | Mark Scanlon           | Patrick Moriarty   |
| 2002 | Mark Scanlon      | Ciarán Power           | Tommy Evans        |
| 2003 | Mark Scanlon      | Denis Lynch            | David O'Loughlin   |
| 2004 | David O'Loughlin  | David McCann           | Nicolas Roche      |
| 2005 | David O'Loughlin  | Mark Scanlon           | David McCann       |
| 2006 | David McCann      | Ciarán Power           | Paidi O'Brien      |
| 2007 | David O'Loughlin  | Paidi O'Brien          | Mark Cassidy       |
| 2008 | Daniel Martin     | Paidi O'Brien          | Brian Kenneally    |
| 2009 | Nicolas Roche     | David O'Loughlin       | Paidi O'Brien      |
| 2010 | Matthew Brammeier | Nicolas Roche          | Daniel Martin      |
| 2011 | Matthew Brammeier | Daniel Martin          | David MecCann      |
| 2012 | Matthew Brammeier | Nicolas Roche          | Philip Lavery      |
| 2013 | Matthew Brammeier | Philip Lavery          | Damien Shaw        |
| 2014 | Ryan Mullen       | Sean Downey            | Paidi O'Brien      |
| 2015 | Daniel Shaw       | Eddie Dunba            | Connor Dune        |
| 2016 | Nicolas Roche     | Matthew Brammeier      | Michael O'Loughlin |
| 2017 | Ryan Mullen       | Christopher McGlinchey | Conor Dunne        |
| 2018 | Conor Dunne       | Darnell Moore          | Mark Downey        |
| 2019 | Sam Bennett       | Eddie Dunbar           | Ryan Mullen        |
| 2020 | Ben Healy         | Nicolas Roche          | Darragh O'Mahony   |
| 2021 | Ryan Mullen       | Daire Feeley           | Conn McDunphy      |
| 2022 | Rory Townsend     | Cormac McGeough        | Ben Healy          |
| 2023 | Ben Healy         | Rory Townsend          | Sam Bennett        |
| 2024 | Darren Rafferty   | Dillon Corkery         | Rory Townsend      |
| 2025 | Rory Townsend     | Jamie Meehan           | Patrick Casey      |

| Anno | Vincitore          | Secondo            | Terzo              |
| ---- | ------------------ | ------------------ | ------------------ |
| 1997 | Scott Hamilton     | Tommy Evans        | Simon Coughlan     |
| 1998 | Scott Hamilton     | Jamie Hunter       | Paul Healion       |
| 1999 | Philip Cassidy     | David Peelo        | Tommy Evans        |
| 2000 | Paul Healion       | Ryan Hamilton      | Shane Pendergast   |
| 2001 | Gary McKeegan      | B.Morrow           | J.Boone            |
| 2002 | David McCaan       | David O'Loughlin   | Andrew Donnellan   |
| 2003 | David O'Loughlin   | Brian Kenneally    | Paul Healion       |
| 2004 | David McCaan       | David O'Loughlin   | Stephen Gallagher  |
| 2005 | David McCaan       | Andrew Roche       | Tommy Evans        |
| 2006 | David O'Loughlin   | Paul Healion       | Tommy Evans        |
| 2007 | Nicolas Roche      | David McCaan       | David O'Loughlin   |
| 2008 | Paul Healion       | Niall Delahaye     | John Heverin       |
| 2009 | David McCaan       | Martyn Irvine      | Con Collins        |
| 2010 | David McCaan       | Martyn Irvine      | Aaron Buggle       |
| 2011 | Matthew Brammeier  | David McCaan       | Michael Hutchinson |
| 2012 | Michael Hutchinson | Martyn Irvine      | Nicolas Roche      |
| 2013 | Michael Hutchinson | David McCaan       | Colm Cassidy       |
| 2014 | Michael Hutchinson | Colm Cassidy       | Martyn Irvine      |
| 2015 | Ryan Mullen        | Eddie Dunbar       | Martyn Irvine      |
| 2016 | Nicolas Roche      | Eddie Dunbar       | Ryan Mullen        |
| 2017 | Ryan Mullen        | Nicolas Roche      | Marcus Christie    |
| 2018 | Ryan Mullen        | Michael O'Loughlin | Marcus Christie    |
| 2019 | Ryan Mullen        | Eddie Dunbar       | Craig McAuley      |
| 2020 | Conn McDunphy      | Nicolas Roche      | Lindsay Watson     |
| 2021 | Ryan Mullen        | Nicolas Roche      | Marcus Christie    |
| 2022 | Ben Healy          | George Peden       | Eddie Dunbar       |
| 2023 | Ryan Mullen        | Ben Healy          | George Peden       |
| 2024 | Eddie Dunbar       | Ryan Mullen        | George Peden       |
| 2025 | Ryan Mullen        | George Peden       | Darren Rafferty    |

### Titoli femminili
Aggiornato all'edizione 2025.
| Anno | Vincitrice     | Seconda          | Terza            |
| ---- | -------------- | ---------------- | ---------------- |
| 1997 | Sue McMaster   | -                | -                |
| 1998 | Susan O'Mara   | Claire More      | Jane McGoey      |
| 1999 | Geraldine Gill | Marie Reilly     | Susan O'Mara     |
| 2000 | Geraldine Gill | Susan O'Mara     | Lorraine Manning |
| 2001 | Geraldine Gill | Susan O'Mara     | Debbie Booth     |
| 2002 | Geraldine Gill | Lorraine Manning | Louise Moriarty  |
| 2003 | Geraldine Gill | Colette Swift    | Karen Bothwell   |
| 2004 | Julie O'Hagan  | Colette Swift    | Roisin Kennedy   |
| 2005 | Siobhan Horgan | Trudy Brown      | Louise Moriarty  |
| 2006 | Siobhan Horgan | Louise Moriarty  | Heather Wilson   |
| 2007 | Siobhan Horgan | Jenny Fay        | Louise Moriarty  |
| 2008 | Siobhan Horgan | Louise Moriarty  | Heather Wilson   |
| 2009 | Heather Wilson | Olivia Dillon    | Mary Costelloe   |
| 2010 | Olivia Dillon  | Siobhan Horgan   | Fiona Meade      |
| 2011 | Siobhan Horgan | Louise Moriarty  | Caroline Ryan    |
| 2012 | Melanie Späth  | Siobhan Horgan   | Olivia Dillon    |
| 2013 | Melanie Späth  | Siobhan McNamara | Mary Costelloe   |
| 2014 | Fiona Meade    | Olivia Dillon    | Louise Moriarty  |
| 2015 | Lydia Boylan   | Lydia Gurley     | Olivia Dillon    |
| 2016 | Lydia Boylan   | Eve Mccrystal    | Fiona Meade      |
| 2017 | Lydia Boylan   | Lauren Creamer   | Ellen McDermott  |
| 2018 | Eve McCrystal  | Lydia Gurley     | Alice Sharpe     |
| 2019 | Alice Sharpe   | Imogen Cotter    | Katherine Smyth  |
| 2020 | Lara Gillespie | Eve Mccrystal    | Ellen McDermott  |
| 2021 | Imogen Cotter  | Megan Armitage   | Linda Kelly      |
| 2022 | Alice Sharpe   | Mia Griffin      | Fiona Mangan     |
| 2023 | Lara Gillespie | Caoimhe O'Brien  | Megan Armitage   |
| 2024 | Fiona Mangan   | Grace Reynolds   | Lara Gillespie   |
| 2025 | Mia Griffin    | Caoimhe O'Brien  | Marine Lenehan   |

| Anno    | Vincitrice       | Seconda          | Terza           |
| ------- | ---------------- | ---------------- | --------------- |
| 1998(1) | Marie Reilly     | Jane McGoey      | Louise Quinlan  |
| 1998(2) | Marie Reilly     | Jane McGoey      | Aisling Baird   |
| 1999    | Geraldine Gill   | Avril Swan       | Susan O'Mara    |
| 2000    | Sheila Rafferty  | Marie Reilly     |                 |
| 2001    | Susan O'Mara     | Debbie Booth     | Sheila Rafferty |
| 2002    | Geraldine Gill   | Louise Moriarty  |                 |
| 2003    | Kate Rudd        | Marie Reilly     | Susan 0'Mara    |
| 2004    | Siobhan Dervan   |                  |                 |
| 2005    | Jenny Fay        |                  |                 |
| 2006    | Louise Moriarty  | Heather Wilson   |                 |
| 2007    | Louise Moriarty  | Jenny Fay        | Heather Wilson  |
| 2008    | Olivia Dillon    | Heather Wilson   | Louise Moriarty |
| 2009    | Olivia Dillon    | Heather Wilson   | Heather Boyle   |
| 2010    | Olivia Dillon    | Heather Wilson   | Caroline Ryan   |
| 2011    | Caroline Ryan    | Heather Wilson   | Jane Kilmartin  |
| 2012    | Olivia Dillon    | Melanie Späth    | Siobhan Horgan  |
| 2013    | Caroline Ryan    | Melanie Späth    | Eve Mccrystal   |
| 2014    | Caroline Ryan    | Lauren Creamer   | Francine Meehan |
| 2015    | Siobhan Horgan   | Eve Mccrystal    | Caroline Ryan   |
| 2016    | Anna Turvey      | Eve Mccrystal    | Lydia Gurley    |
| 2017    | Eileen Burns     | Kelly Murphy     | Eve Mccrystal   |
| 2018    | Kelly Murphy     | Eileen Burns     | Eve Mccrystal   |
| 2019    | Kelly Murphy     | Anna Turvey      | Eileen Burns    |
| 2020    | Eve Mccrystal    | Kelly Murphy     | Eileen Burns    |
| 2021    | Joanna Patterson | Eve Mccrystal    | Linda Kelly     |
| 2022    | Kelly Murphy     | Joanna Patterson | Eve Mccrystal   |
| 2023    | Kelly Murphy     | Joanna Patterson | Linda Kelly     |
| 2024    | Fiona Mangan     | Annalise Murphy  | Roisin Thomas   |
| 2025    | Kelly Murphy     | Linda Kelly      | Mia Griffin     |